# 1623 Vivian
1623 Vivian là một tiểu hành tinh vành đai chính với chu kỳ quỹ đạo là 2034.3341353 ngày (5.57 năm).
Nó được phát hiện ngày 9 tháng 8 năm 1948.